# 米開朗基羅撞擊坑
米開朗基羅撞擊坑（英語：Michelangelo）是水星上一個直徑230公里的撞擊盆地，位於米開朗基羅區，中心座標45.0°S，109.1°W；水星該區域名稱的由來即為米開朗基羅撞擊坑。該撞擊坑以文藝復興三傑中的藝術家米開朗基羅命名。

## 外部連結
- Planetary Names: Crater, craters: Michelangelo on Mercury （页面存档备份，存于）